# پروستراتین
پروستراتین (به انگلیسی: Prostratin) با فرمول شیمیایی C۲۲H۳۰O۶ یک ترکیب شیمیایی با شناسه پاب‌کم ۴۵۴۲۱۷ است. که جرم مولی آن ۳۹۰٫۴۷ g/mol می‌باشد. 